# Новая земля (фильм, 2011)
«Новая земля» (нидерл. Nova Zembla) — нидерландский исторический фильм 2011 года о третьей экспедиции голландского капитана Виллема Баренца, отправившейся в 1596 году в северные моря.

## Сюжет
Молодой, образованный, но бедный голландский чиновник Геррит де Веер хочет разбогатеть и жениться на любимой девушке. С этой целью он поступает в команду капитана Виллема Баренца, которого правительство Голландской республики отправляет на поиски нового, не блокированного враждебными испанцами, морского пути в богатую Ост-Индию. В ходе экспедиции главного героя и его спутников ждут суровые испытания и великие открытия.
Геррит де Веер существовал в реальности. Оставленные им записки легли в основу сценария фильма.

## В ролях
- Роберт де Хуг — Геррит де Веер
- Дерек Де Линт — капитан Виллем Баренц
- Виктор Рейнир — капитан Якоб ван Хемскерк
- Даутцен Крус — Катарина Планциус
- Ян Деклер — Петриус Планциус
- Сэмми Шилт — Клаес
- Тюн Куилбур — Питер Вос

## Производство
«Новая земля» стала первым нидерландским фильмом в 3D-формате. В качестве корабля Виллема Баренца был использован фрегат «Штандарт» — историческая копия корабля эпохи Петра I.